# Idioma frafra
El idioma frafra o farefare, también conocido como gurenɛ, es el idioma de la gente frafra del norte de Ghana, particularmente la región Alta Oriental y el sur de Burkina Faso. Es un idioma nacional de Ghana, y está estrechamente relacionado con el idioma dagbani y otros idiomas del norte de Ghana, y también relacionado con el idioma mossi, también conocido como mooré, el idioma nacional de Burkina Faso.
El idioma frafra consta de tres dialectos principales, gurenɛ (también escrito gurunɛ, gudenne, gurenne, gudeni, zuadeni), nankani (naani, nankanse, ninkare) y booni. Se ha informado erróneamente que nabit y talni son dialectos de frafra.

## Alfabeto
Se usa el alfabeto latino se usa para escribir el idioma, que usa caracteres adicionales.
En Burkina Faso, la ortografía oficial del idioma frafra utiliza el alfabeto nacional de Burkina Faso, aprobado por la Comisión Nacional de Idiomas de Burkina Faso
| Alfabeto ninkare (Burkina Faso) | Alfabeto ninkare (Burkina Faso) | Alfabeto ninkare (Burkina Faso) | Alfabeto ninkare (Burkina Faso) | Alfabeto ninkare (Burkina Faso) | Alfabeto ninkare (Burkina Faso) | Alfabeto ninkare (Burkina Faso) | Alfabeto ninkare (Burkina Faso) | Alfabeto ninkare (Burkina Faso) | Alfabeto ninkare (Burkina Faso) | Alfabeto ninkare (Burkina Faso) | Alfabeto ninkare (Burkina Faso) | Alfabeto ninkare (Burkina Faso) | Alfabeto ninkare (Burkina Faso) | Alfabeto ninkare (Burkina Faso) | Alfabeto ninkare (Burkina Faso) | Alfabeto ninkare (Burkina Faso) | Alfabeto ninkare (Burkina Faso) | Alfabeto ninkare (Burkina Faso) | Alfabeto ninkare (Burkina Faso) | Alfabeto ninkare (Burkina Faso) | Alfabeto ninkare (Burkina Faso) | Alfabeto ninkare (Burkina Faso) | Alfabeto ninkare (Burkina Faso) | Alfabeto ninkare (Burkina Faso) | Alfabeto ninkare (Burkina Faso) | Alfabeto ninkare (Burkina Faso) |
| ------------------------------- | ------------------------------- | ------------------------------- | ------------------------------- | ------------------------------- | ------------------------------- | ------------------------------- | ------------------------------- | ------------------------------- | ------------------------------- | ------------------------------- | ------------------------------- | ------------------------------- | ------------------------------- | ------------------------------- | ------------------------------- | ------------------------------- | ------------------------------- | ------------------------------- | ------------------------------- | ------------------------------- | ------------------------------- | ------------------------------- | ------------------------------- | ------------------------------- | ------------------------------- | ------------------------------- |
| A                               | B                               | D                               | E                               | Ɛ                               | F                               | G                               | H                               | I                               | Ɩ                               | K                               | L                               | M                               | N                               | Ŋ                               | O                               | Ɔ                               | P                               | R                               | S                               | T                               | U                               | Ʋ                               | V                               | W                               | Y                               | Z                               |
| a                               | b                               | d                               | e                               | ɛ                               | f                               | g                               | h                               | i                               | ɩ                               | k                               | l                               | m                               | n                               | ŋ                               | o                               | ɔ                               | p                               | r                               | s                               | t                               | u                               | ʋ                               | v                               | w                               | y                               | z                               |

Además de las letras del alfabeto, la ortografía de Gurenne usa la tilde sobre las vocales ‹ã, ẽ, ɛ̃, ĩ, õ, ɔ̃, ũ› para indicar su nasalización / ã, ẽ, ɛ̃, ĩ, õ, ɔ̃, ũ /. Aunque el idioma frafra es un lenguaje tonal, los tonos generalmente no se indican.

## Gramática
Las palabras en frafra tienen diferentes "clases" para terminaciones de sustantivos
| Clase                                                                           | Singular | Plural | Ejemplo                    | Significado                                |
| ------------------------------------------------------------------------------- | -------- | ------ | -------------------------- | ------------------------------------------ |
| 1                                                                               | -a       | -ba    | nɛra > nɛreba              | persona > gente                            |
| 2                                                                               | -ka      | -gsɩ   | bɛka > bɛgsɩ               | parte(s)/fracción(es)                      |
| 4                                                                               | -ko      | -gero  | boko > bogero[5]           | agujero(s)                                 |
| Utilizado principalmente para palabras prestadas de Twi, inglés y otros idiomas | -        | -dõma  | ãnkɔra > ãnkɔrdõma         | barril(es) de agua [Twi]                   |
| Utilizado principalmente para palabras prestadas de Twi, inglés y otros idiomas | -        | -dõma  | foto > fotodõma            | foto(s) [seguramente del francés e inglés] |
| Utilizado principalmente para palabras prestadas de Twi, inglés y otros idiomas | -        | -dõma  | taablɩ > taablɩdõma        | mesa(s) [Francés]                          |
| n/a                                                                             | -grɛ     | -ga    | dɩgrɛ > dɩga               | enano(s)                                   |
| n/a                                                                             | -ɩa      | -ɩɩsɩ  | bɩa > bɩɩsɩ                | niño> niños                                |
| n/a                                                                             | -kɔ      | -grɔ   | dʋkɔ > dʋgrɔ               | maceta(s)                                  |
| n/a                                                                             | -õa      | -õosɩ  | kõa > kõosɩ                | voz(ces)                                   |
| n/a                                                                             | -õa      | -õosɩ  | pɔgdɔgnõa > pɔgdɔgnõosɩ[6] | pájaro cucú                                |
| n/a                                                                             | -lɛ      | -la    | ɩɩlɛ > ɩɩla[7]             | horn(s)                                    |
| n/a                                                                             | -lɛ      | -la    | ʋʋlɛ > ʋʋlɛ[8]             | hongo uulea                                |
| n/a                                                                             | -nɛ[9]   | -ma    | gɩgnɛ > gɩgma              | León(es)                                   |
| n/a                                                                             | -nɛ[9]   | -ma    | bẽmnɛ > bẽma               | tambor de calabaza bemnea                  |
| n/a                                                                             | -(n)na   | -nɩba  | sɔ'ɔna > sɔ'ɔnɩba          | dueño(s)                                   |